# Bliskie zagrożenie
Bliskie zagrożenie (ang. Close to Danger) – amerykański telewizyjny film sensacyjny z 1997 roku w reżyserii Neemy Barnette. Zdjęcia kręcono w Summerville (Karolina Południowa).

## Fabuła
Młoda studentka zostaje poproszona przez pewnego pisarza o przepisanie jego rękopisu. Gdy to robi, odkrywa, że ma do czynienia z psychopatycznym mordercą. Dziewczyna znajduje się teraz w śmiertelnym zagrożeniu.

## Obsada
- Lisa Rinna jako Jennifer Cole
- Rob Estes jako Adam Harris
- Tom Wood jako Reed Culley
- Rhoda Griffis jako Lucille
- Amy Parish jako Donna[2][3]